# 丸岡城

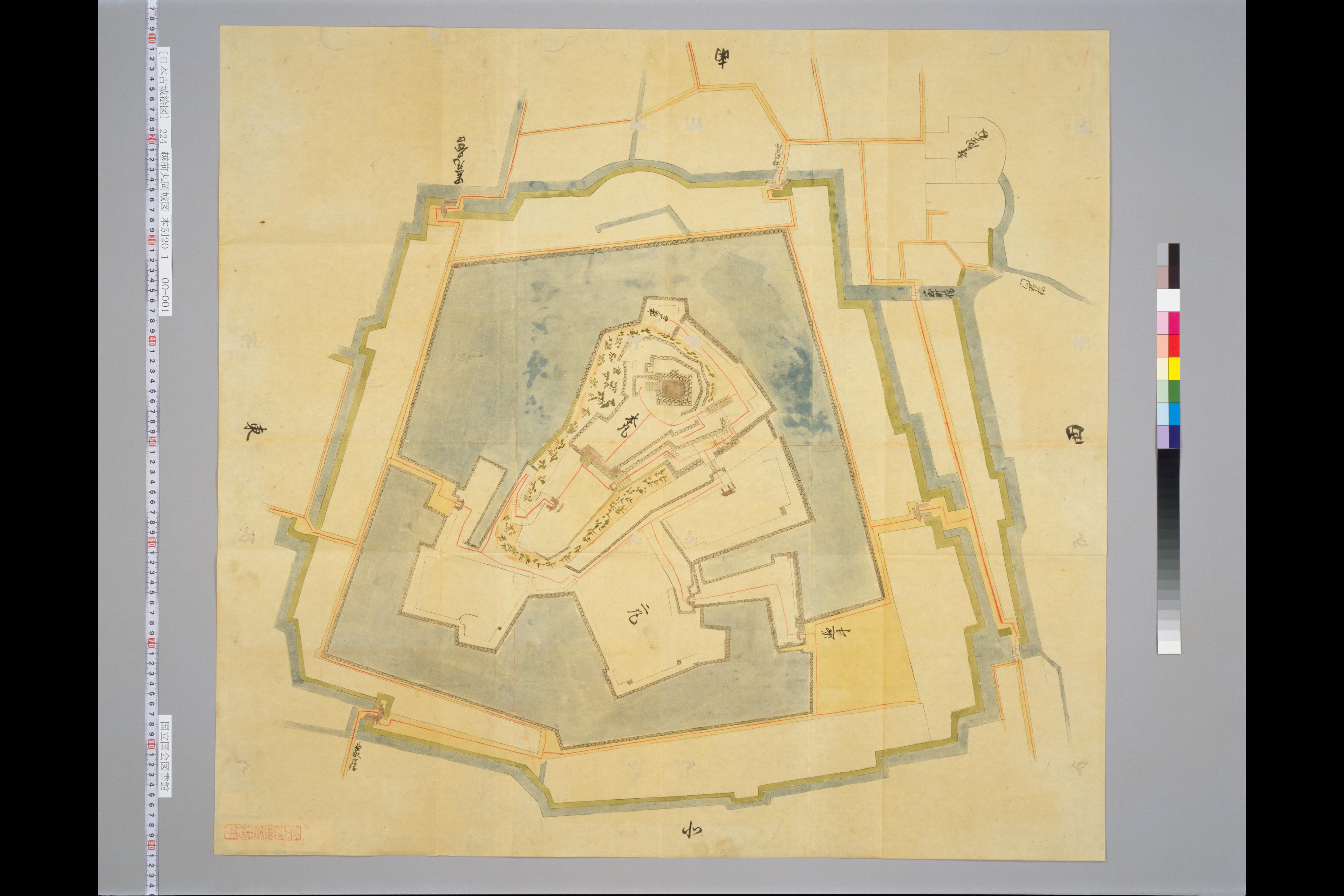
五角形の内堀

丸岡城（まるおかじょう）は、福井県坂井市丸岡町霞にあった日本の城。別名霞ヶ城。江戸時代には丸岡藩の藩庁であった。現存12天守の一つ。史跡未指定。

## 概要
福井平野丸岡市街地の東に位置する小高い独立した丘陵に築かれた平山城である。近世に山麓部分が増築され、周囲に五角形の内堀が廻らされていた。安土桃山時代に建造されたと推定される天守は重要文化財に指定されている。その他、石垣が現存している。
移築現存する建物として、興善寺（石川県小松市）および、蓮正寺（福井県あわら市）に、それぞれ城門、丸岡町野中山王の民家に、不明門と伝わる城門がある。ほかに土塀が現存する。遺構と伝わる城門については2016年（平成28年）から2017年（平成29年）にかけて福井工業大学ほか多米研究室学生等にて調査が行われた。五角形の内堀は現在埋め立てられているが、この内堀を復元する計画が浮上している。
「霞ヶ城」の名の由来は、合戦時に大蛇が現れて霞を吹き、城を隠したという伝説による。
地元の坂井市では2015年（平成27年）、国宝化を目指し丸岡城国宝化推進室を設置した。
2019年3月26日、坂井市から委嘱を受けて調査を行っていた丸岡城調査研究委員会は、現存する天守が建造された時期を江戸時代の寛永年間（1624年-1644年）と推定する報告を明らかにした。また、不明門、内長畝口門、大手門、搦手門、櫓、二の丸御殿の木造復元計画と内堀の復元計画がある。

2023年11月25日、歴史的な風情を生かしたまちづくりに向け、年度内に国から認定を受けようと準備している「歴史的風致維持向上計画」の素案に盛り込んだ。計画には具体的な１５事業が明記してあり、城山の整備はその一つに位置付けられている。また、歴史的風致維持向上計画「歴史まちづくり法」に基づき市町村が計画を作成し、国が認定する。認定を受ければ、丸岡城のおける歴史的建造物の買い取りや修理などに関し、国の支援が手厚くなる。市教委は、学識経験者らでつくる委員会を設置し、２４年度に城山整備の構想を策定する。２５、２６年度の２年かけて整備計画を立て、２７年度から発掘調査に入っていく予定としている。

## 歴史・沿革

### 安土桃山時代・江戸時代
- 1575年（天正3年）：織田信長が一向一揆を制圧し、柴田勝家の甥である柴田勝豊に豊原城（現：坂井市丸岡町豊原）を与える。
- 1576年（天正4年）：勝豊が豊原を離れ、坂井平野東部の独立丘陵である丸岡に城郭を築き、拠点を移す。
- 1582年（天正10年）：本能寺の変による信長横死後の清洲会議により、勝豊は近江国長浜城に移された。丸岡城には安井家清が入る。
- 1583年（天正11年）：柴田勝家が豊臣秀吉によって北ノ庄城で滅ぼされると、越前国は丹羽長秀の所領となり、長秀は丸岡城主として青山宗勝（修理亮）を置いた。
- 1585年（天正13年）：長秀の死後、後を継いだ丹羽長重は羽柴秀吉に所領を没収される。丹羽家家臣である青山宗勝は、秀吉に取り立てられ、2万石を有する丸岡城主となる。
- 1600年（慶長5年）：青山家は[8]、関ヶ原の戦いで西軍方につき改易された。越前国には徳川家康の次男結城秀康が入封し、丸岡城には秀康家臣の今村盛次が2万6千石を与えられ入城した。
- 1612年（慶長17年）：今村盛次は越前騒動で失脚。江戸幕府より付家老として福井藩に付せられた本多成重[9]が4万3千石で新たな城主となった。
- 1624年（寛永元年）：福井藩2代目の松平忠直が、不行跡を理由に豊後配流となり、福井藩に減封などの処分が下された。これにより本多成重は福井藩から独立した大名となり、丸岡藩が成立した。
- 寛永年間：この頃、現在の天守が建造されたとされる。
- 正保年間：この頃、現在の城郭が整備されたとされる。
- 1695年（元禄8年）：4代重益の治世、本多家の丸岡藩でお家騒動が起こり、幕府の裁定により改易となった（丸岡騒動）。代わって有馬清純が越後国糸魚川藩より5万石で入城。以後、有馬氏丸岡藩6代の居城となり明治維新を迎えた。
- 1858年（安政5年）2月26日：地震により櫓、多聞が大破[10]。

### 近現代
- 1871年（明治4年）：廃藩置県により、丸岡藩が丸岡県となり、丸岡城は丸岡県庁として利用される。その後、丸岡県は足羽県と合併。丸岡城は廃城令によって廃城となり、天守以外の城郭構造物は全て解体・移築される。
- 1901年（明治34年）：残された天守は、丸岡町（当時）により買い戻され、城跡は公園となった。本丸を囲んでいた堀は、明治中期から昭和初期の間に徐々に埋められ消滅した。
- 1934年（昭和9年）1月30日：天守が国宝保存法（旧法）に基づく国宝に指定される[11]。
- 1948年（昭和23年）：福井地震のために天守が倒壊。
- 1950年（昭和25年）：文化財保護法（新法）施行により天守は重要文化財に指定される[12]
- 1955年（昭和30年）：倒壊した天守は倒壊材の8割近くを再利用し組み直して修復される。
- 1990年（平成2年）：「霞ヶ城公園」として日本さくら名所100選に選定された。
- 2006年（平成18年）4月6日：日本100名城（36番）に選定された。
- 2023年（令和5年）10月3日：丸岡城で実施されるプロジェクションマッピングやライトアップを水力発電による電力で賄うプランに切り替えたことを坂井市と北陸電力が発表[13]。

#### 城山整備基本計画
令和7年4月、城山を構成する本丸・松ノ丸と、その周辺を合わせた約１万３千平方メートルを約３０年かけて再整備する「丸岡城城山整備基本計画が発表された。

#### 国宝化運動
現行法での国宝指定に向け必要な歴史資料を見付ける為、2013年に坂井市は丸岡城国宝化推進事業を立ち上げ丸岡城国宝化推進室を設置、2017年に丸岡城天守を国宝にする市民の会（一般社団法人）が発足した。

## 天守
北陸地方で現存する天守は丸岡城のみである。大入母屋の上に廻り縁のある小さな望楼を載せた古式の外観から現存最古の天守とも呼ばれていたが、福井県坂井市教育委員会の調査で江戸期の寛永年間（1624 - 44年）に建造されたことが判明し、同委員会が2019年3月26日に発表した。
現在見られる天守は、1948年（昭和23年）の福井地震によって倒壊した後、1955年（昭和30年）に部材を70%以上再利用して組み直して修復再建されたものである。その際、最上階の窓の造りが引き戸から突き上げ窓（蔀戸）に改変されている。
独立式望楼型2重3階で、1階平面を天守台に余分を持たせて造られているため天守台を被せるような腰屋根が掛けられている。建築当初は、屋根は杮葺、木製漆塗りに金箔押しの鯱であった。のちに屋根瓦には越前国で産出される笏谷石製の石瓦に変更された。近代になり、1941年（昭和16年）に行われた修理や1950年（昭和30年）の再建工事では、石川県小松市にて産出する滝ケ原石へと葺き替えられた。
天守内の階段は急であり、現在、観光用の補助縄が取り付けられている。

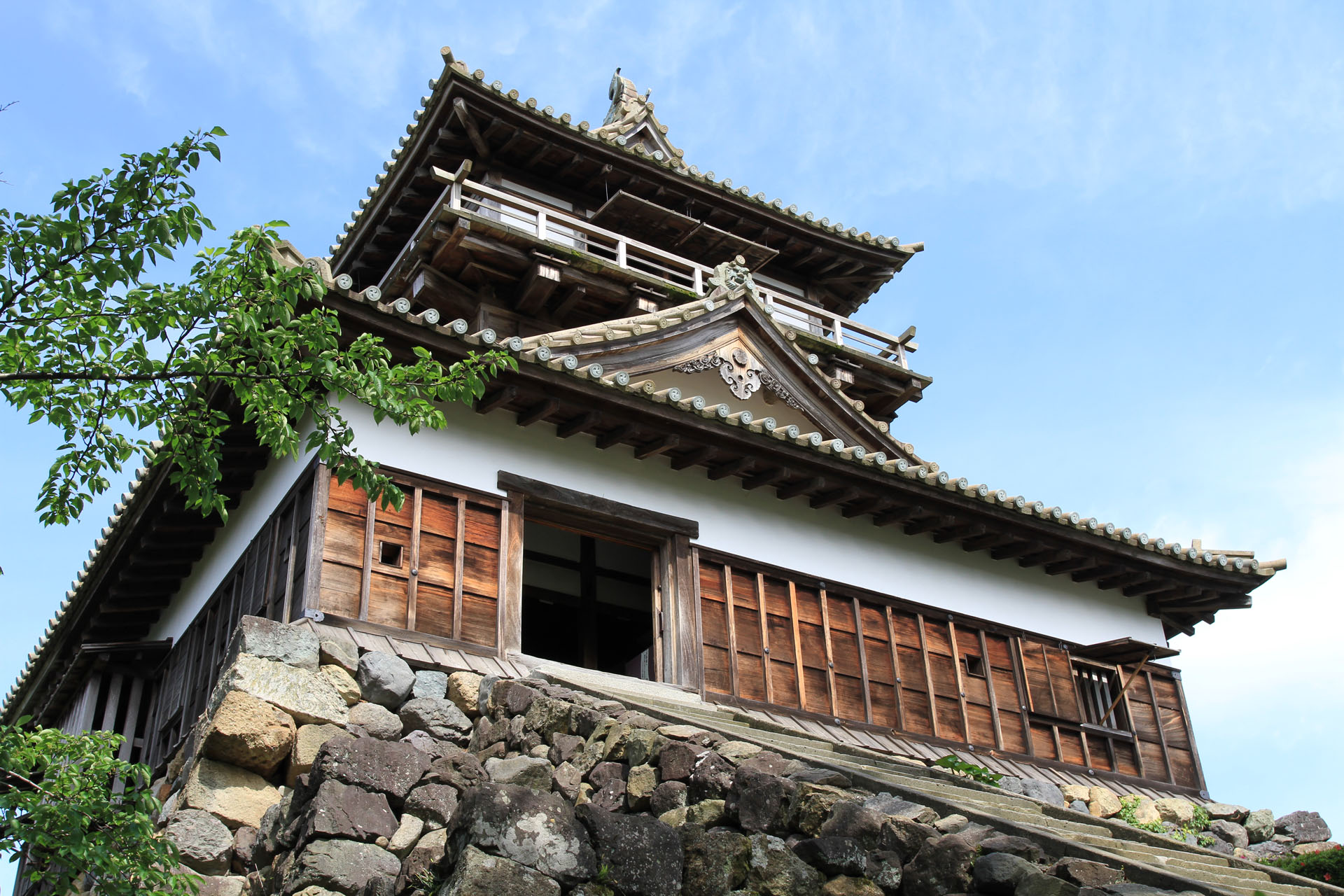
望楼型の天守
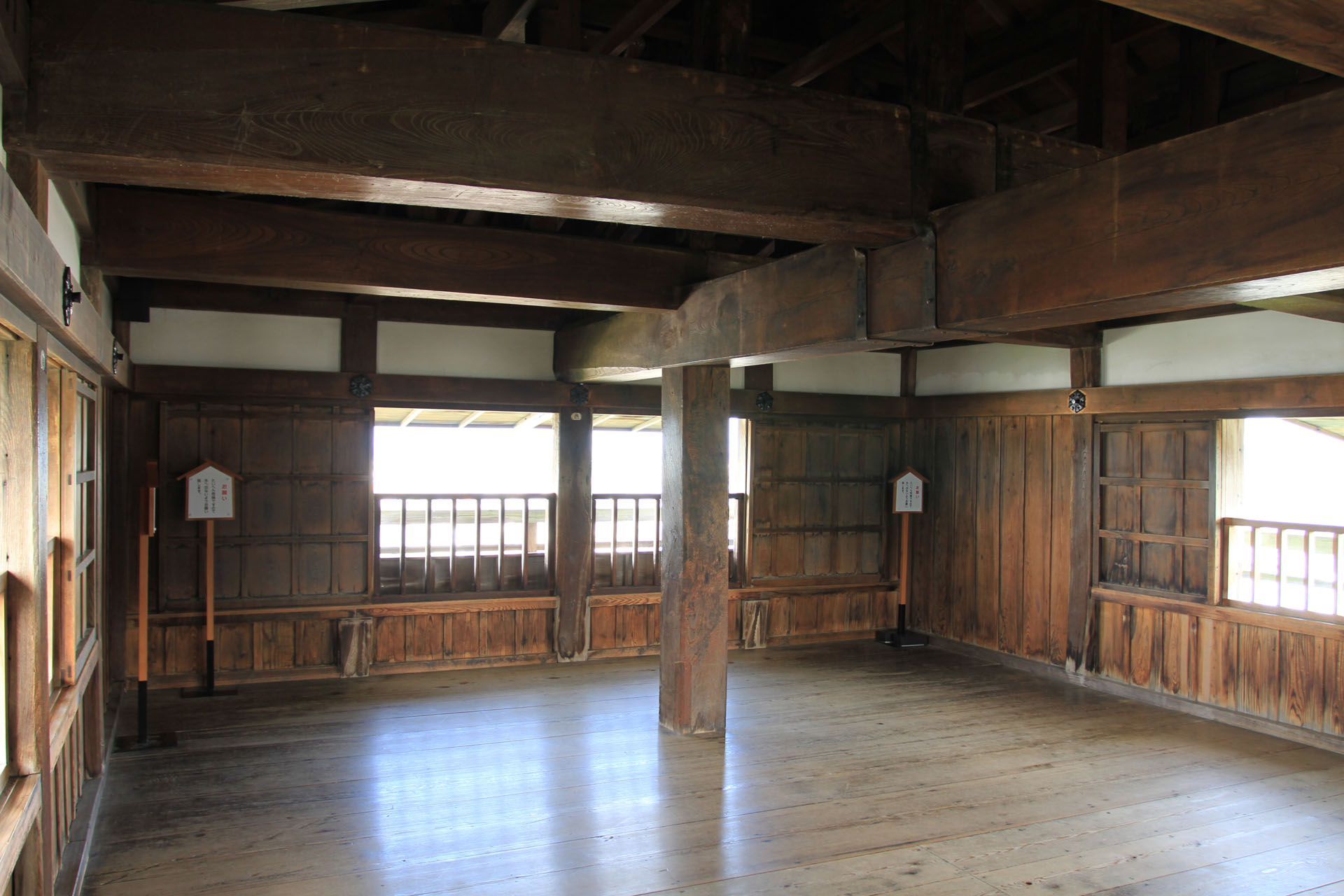
天守内部
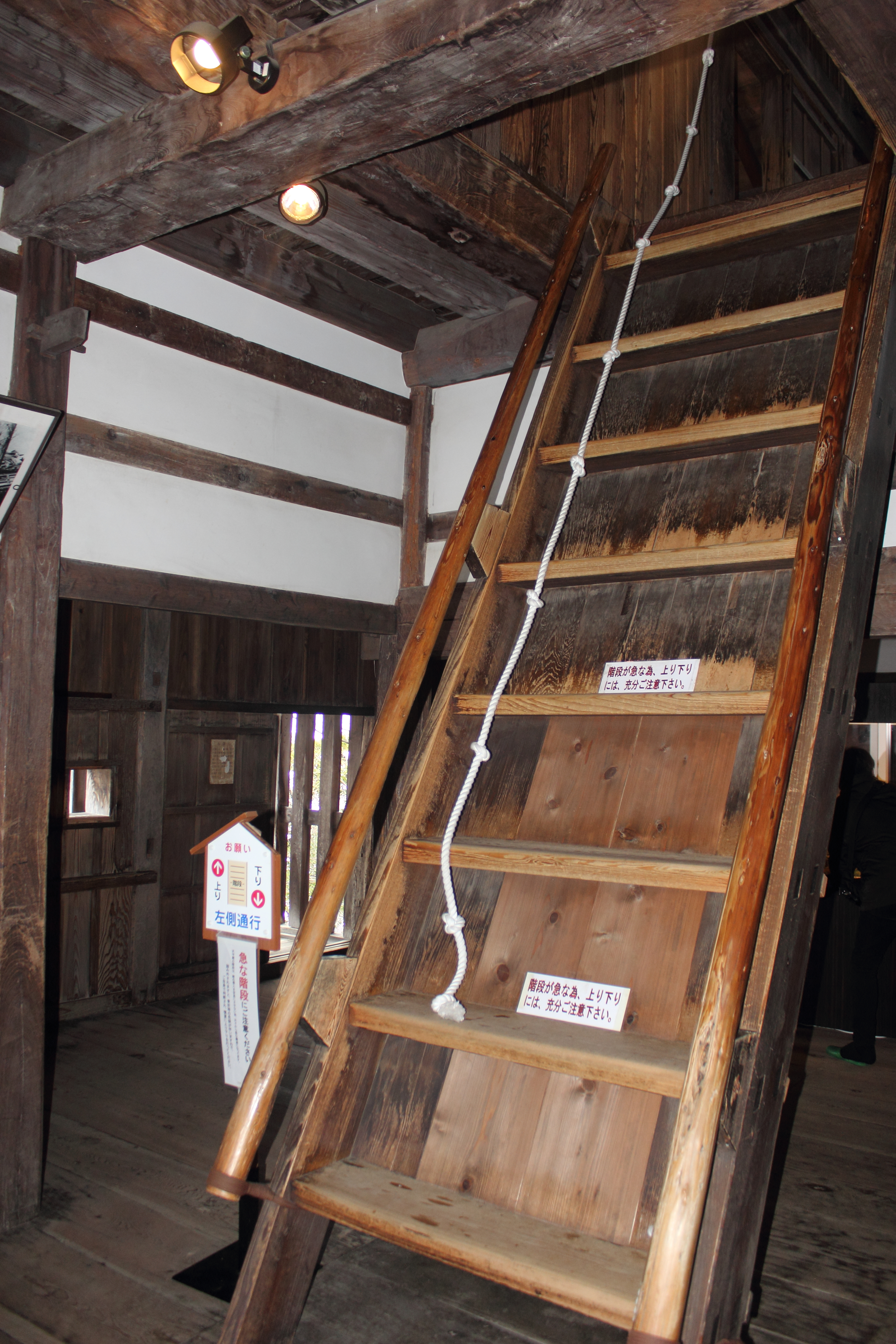
急な階段

### 天守の建造年
江戸期の1628年（寛永5年）に建造されたことが判明。天守は、前述の通りに古式の形状を踏襲した意匠と、掘立柱を用いていることにより現存最古の天守とされることがあり、それについて犬山城天守との論争があった。
柴田勝豊の建造である場合1576年（天正4年）との説や、建築史の観点では慶長期の特徴を多く見ることができるとして1596年（慶長元年）以降の築造もしくは、改修による姿ではないかという説もあった。
1948年の福井地震にて壊れた天守閣を元通りに組み立てたのが現在の丸岡城である。

## 伝説

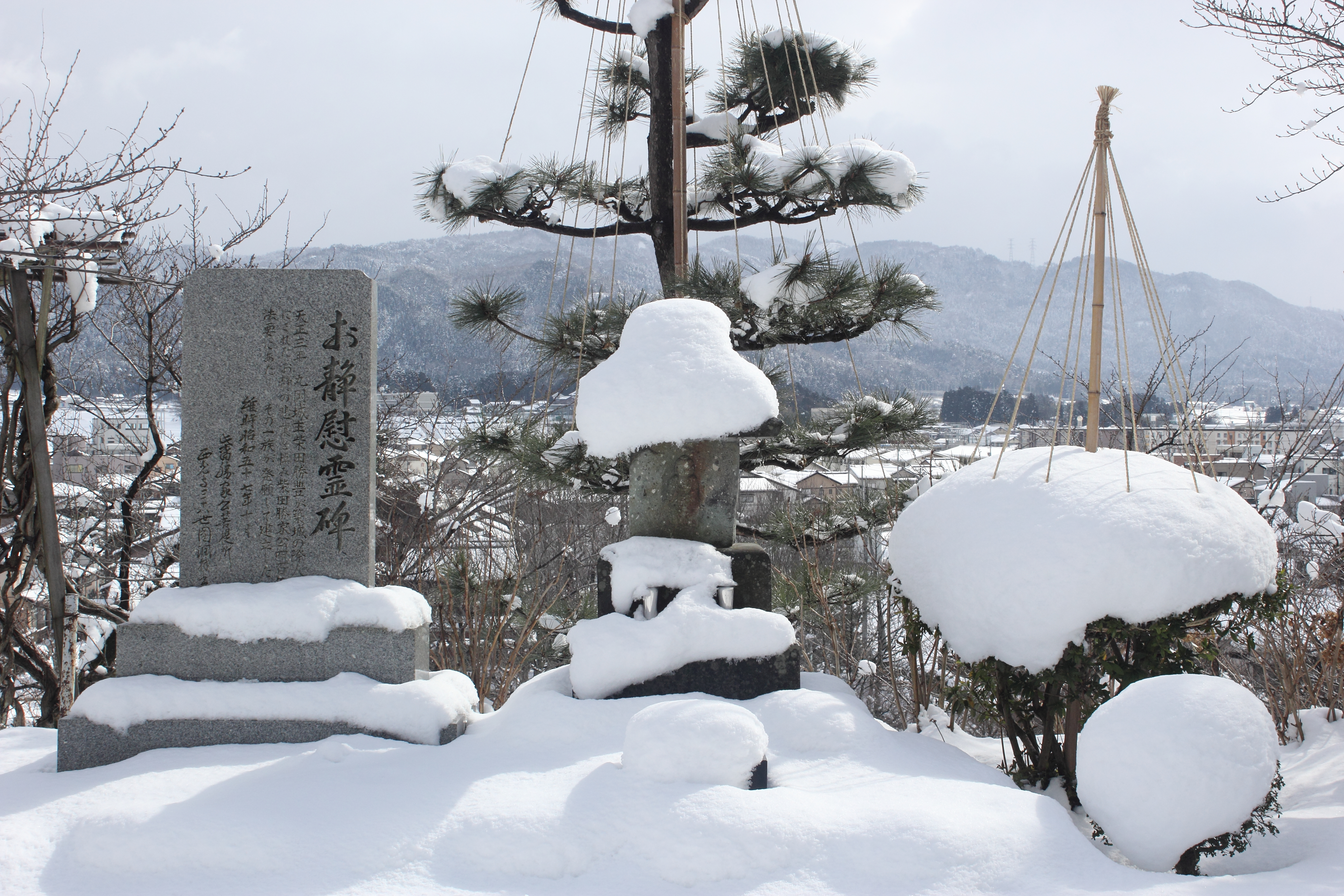
お静慰霊碑

人柱お静
柴田勝豊が丸岡城を築城する際、天守台の石垣が何度も崩れて工事が進行しなかったため、人柱を立てることとなった。城下に住む貧しい片目の未亡人「お静」は、息子を士分に取り立てる事を条件に人柱となる事を申し出た。その願いは受け入れられ、お静は人柱となって土中に埋められ、天守の工事は無事完了した。しかし、柴田勝豊はほどなく移封となり、息子を士分にする約束は果たされなかった。それを怨んだお静の霊が大蛇となって暴れ回ったという。毎年4月に堀の藻を刈る頃に丸岡城は大雨に見舞われ、人々はそれを「お静の涙雨」と呼び、「堀の藻刈りに降る雨は　いとしお静の涙雨」と謡われた。代々の城主が改易や厳封されたのはお静の祟りとも言われた。
しかし、昭和の工事の際、天守台石垣からは人柱の証拠となるような遺構は確認されず、この逸話はあくまでも伝説として扱われている。
現在城内にはお静の慰霊碑が建てられている。

## 現地情報
所在地
- 福井県坂井市丸岡町霞町1-59

交通アクセス
- 北陸新幹線 福井駅（福井市）から - 京福バス31系統（丸岡線）、36系統（県立病院丸岡線）、39系統（大和田丸岡線）にて「丸岡城」下車。
- 北陸新幹線 芦原温泉駅（あわら市）から - 京福バス86・87系統（芦原丸岡永平寺線・芦原丸岡線）にて「丸岡城」下車。えちぜん鉄道勝山永平寺線 永平寺口駅（永平寺町）や永平寺からも利用可能。
- ハピラインふくい線 丸岡駅から - 京福バス48系統（三国丸岡線、休日・年末年始運休）にて「丸岡城」下車。もしくは同82系統（丸岡永平寺線・休日運休）にて「丸岡バスターミナル」下車約1 km。うち48系統はえちぜん鉄道三国芦原線 大関駅・三国駅から、82系統はえちぜん鉄道勝山永平寺線 松岡駅（永平寺町）・永平寺口駅からもそれぞれ利用できる。
- 北陸自動車道 丸岡IC（ETC専用）から約2 km。

イベント
- 日本100名城スタンプ設置場所
一筆啓上茶屋（霞ヶ城公園内）

※柴田勝家とご対面！？
- 4月1日 - 4月20日：丸岡城桜まつり[27]
- 10月第1または第2土・日曜日：丸岡古城まつり[28]

## 舞台となった作品
※発表順
映画
- 戦国自衛隊 (1979年)：主演・千葉真一、製作・角川春樹事務所の日本映画。春日山城に見立ててロケーション撮影[29]
- 子連れ狼 その小さき手に (1993年)：主演・田村正和 、松竹、 磐城平藩の城との設定で、天守外観が映る、また天守内で田村演じる拝一刀と河原崎長一郎演じる二谷堅物とのシーンの撮影が行われた(エンドロールにロケ地協力丸岡城の表示あり。)。